# نیروی هسته‌ای قوی
نیروی هسته‌ای قوی، یکی از چهار نیروی پایه در فیزیک است، که نقش آن کنار هم قرار دادن کوارک‌ها(ذره های بنیادی و اجزای تشکیل دهنده ماده) و ذرات تشکیل‌شده از آن‌ها (مانند نوترون‌ها و پروتون‌ها) در هسته اتم‌ها است. به این معنی که نیروی هسته‌ای نیز نام‌گذاری می‌شود. این نیرو به همین خاطر، از نیروی الکترومغناطیسی بسیار قوی‌تر است و می‌تواند هستهٔ اتم‌ها را، با وجود نیروی دافعه بین پروتون‌های آن (با بار الکتریکی مثبت) پایدار نگه دارد.
نیروی قوی هسته‌ای، نیروی الکترومغناطیس، نیروی ضعیف هسته‌ای و گرانش به ترتیب قدرت چهار نیروی اصلی طبیعتند.
همانند نیروی الکترومغناطیسی و نیروی هسته‌ای ضعیف، این نیرو نیز توسط تبادل بوزون‌ها انجام می‌گیرد (یا توجیه می‌شود) که در اینجا، ذّرهٔ تبادل شده گلئون نام دارد. گلوئون‌ها از ۸ نوع مختلف هستند که دارای بار رنگی می‌باشند و آن را بین کوارک‌ها انتقال می‌دهند.
برهم‌کنش یا نیروی قوی با آرایه برهم‌کنش میان کوارک‌ها و گلوئون‌ها درک شده‌است و جزئیات با نظریهٔ کرومودینامیک کوانتومی (QCD) توصیف می‌شود. این نیروی بنیادی عامل اتحاد ذرات در هستهٔ اتم‌هاست، واسطهٔ انتقال این نیرو گلوئون‌ها (نوعی بوزون) هستند که با عمل بروی کوارک‌ها، پادکوارک‌ها و بین گلوئون‌ها انجام می‌گیرد.
نیروی هسته‌ای قوی در دو مقیاس کوچک و بزرگ بررسی می‌شود. مقیاس بزرگ در حدود ۱ تا ۳ فمتو متر (fm) است. این مقیاس مربوط به نیرویی است که پروتون‌ها و نوترون‌ها و در کل نوکلئون‌ها را در کنار یک دیگر نگاه می‌دارد. مقیاس کوچکتر مربوط به ابعاد کمتر از ۰٫۸ فمتو متر (یعنی کمتر از شعاع یک نوکلئون) است که کوارک‌ها را در کنار هم نگاه می‌دارد تا پروتون‌ها و نوترون‌ها شکل بگیرند.
نیروی قوی فقط روی ذرات بنیادی اثر می‌کند، با این حال اثر بین هادرون‌ها به نیروی هسته‌ای مشاهده می‌شود (بهترین مثال برای فهم نیرویی که بین گلوئون‌ها اثر می‌کند هسته‌ها هستند) در این‌جا نیروی هسته‌ای قوی به‌طور غیر مستقیم عمل می‌کند.